# Montaiguët-en-Forez
Montaiguët-en-Forez település Franciaországban, Allier megyében. Lakosainak száma 285 fő (2022. január 1.). Montaiguët-en-Forez Andelaroche, Le Bouchaud, Lenax, Loddes, Sail-les-Bains, Saint-Martin-d’Estréaux és Urbise községekkel határos.

## Népesség
A település népességének változása:
| Lakosok száma | 564  | 404  | 357  | 308  | 321  | 317  | 313  | 298  | 290  | 285  |
|               | 1968 | 1982 | 1990 | 2006 | 2013 | 2015 | 2017 | 2019 | 2020 | 2022 |